# 中天国富证券
中天国富证券有限公司，中天国富证券成立于2004年9月13日，前身为上海证券与日本大和证券SMBC株式会社合资组建的海际大和证券有限责任公司。现由中天金融集团股份有限公司控股，以深圳、上海、北京、贵阳为核心设立20余家分公司，并下设深圳市中天佳汇股权投资管理有限公司、贵阳中天佳创投资有限公司两家全资子公司。公司业务涵盖证券承销与保荐、证券经纪和证券自营。

## 海际大和证券
2004年9月13日，上海证券与日本大和证券SMBC株式会社合资组建海际大和证券有限责任公司，双方分别持有67%和33%的股份，合作期限10年。经营范围包括股票和债券的承销、外资股经纪，债券经纪和自营。海际大和成为中国加入世界贸易组织后设立的第三家合资券商。2005年4月，上海证券将自己的承销牌照转让给海际大和，海际大和登记注册为保荐机构，其控股股东上海证券的投资银行业务并入海际大和，并在保荐机构名单中被注销。
海际大和成立后，股权分置改革开始，证监会叫停新股发行、增发、配股等主要证券承销业务。此后，虽然A股市场回暖，但公司盈利情况没能出现太大的改善。持股海际大和证券期间，大和证券并未发挥其优势。作为一家主要从事保荐承销业务的投资银行，海际大和长期业绩低迷连年亏损，在券商利润榜单上排名始终处于末端，甚至多次垫底获得倒数第一。2007年2月，海际大和进行了一次较大规模的招聘，包括招聘保荐代表人6名，但是效果不显著，而且公司现有保荐代表人也因无业务可做而陆续流失。截止2008年4月24日，根据证监会公布的保荐人和保荐机构名单，海际大和仅拥有3名保荐代表人，在当时现存的5家合资券商中排在最后。2008年，受上海证券股东上海国际集团换届和次贷危机影响，大和证券拟对海际大和撤资。但随后撤资传言遭大和证券北京代表处时任首席代表坚决否认。2005-2006年，海际大和没有任何投行承销保荐业务。开业3年后的2007年，公司才获得第一单债券承销业务。随后的两年，又陆续接到几个债券承销的项目。直到2009年年底，海际大和仍然没有任何IPO、增发和配股项目。2010年3月19日，康耐特光学成功在创业板上市，海际大和终于迎来开业近6年以来的第一单IPO。此后总计仅获得过5个投行项目，其中IPO4个。且海际大和证券承销保荐的创业板项目我武生物，因为在新股发行中存在违规配售、涉嫌“中签返点”，被处以“3个月暂不受理证券承销业务有关文件”、“责令处分有关人员”和“责令公开说明”的处罚；证监会还对公司高管采取了“出具警示函”的监管措施。上海证券作为控股股东受此影响，投行业务难与研究所、资产管理、经纪业务等其他业务互动，成为制约公司发展的短板。

## 大和证券撤资
2014年7月1日，经中国证券监督管理委员会核准，国泰君安证券股份有限公司通过受让方式获得上海国际集团持有的上海证券51%的股权，上海证券成为国泰君安控股子公司。但是按照监管要求，5年之内必须解决同上海证券、及上海证券子公司海际大和证券有限责任公司的同业竞争问题。2014年9月，海际大和证券合资经营期限到期，上海证券受让大和证券持有股权。海际大和成为上海证券全资子公司，并更名为海际证券有限责任公司。

## 中天金融收购
2015年，国泰君安为了解决控股子公司上海证券与海际证券的同业竞争问题，通过产权交易所公开挂牌转让已更名海际证券的66.67%股权，挂牌价格为4.06亿。2016年2月，中天城投全资子公司贵阳金融控股有限公司以30.11亿元的报价，竞得海际证券66.7%的股权。2016年12月，贵阳金融控股有限公司向海际证券有限责任公司增资27.80亿元，增资后，上海证券仅持有5.08%的股权。2017年8月，中天金融集团股份有限公司（深交所：000540)合计持有的海际证券股权已经达到了94.92%，上海证券仅剩5.08%，海际证券更名为中天国富证券有限公司。11月，贵阳金融控股将所持有的28.25%股权转让给母公司中天金融集团。2018年5月，贵阳金控剩余持有的所有股权均改由中天金融集团持有。2019年8月22日，贵州证监局核准中天国富证券变更业务范围，增加证券经纪和证券自营业务。中天国富摆脱只持有证券承销与保荐单一牌照的困境。但在中天国富参与的科创板已申请项目中，白山科技因中报过期暂时进入中止审核，木瓜移动则已于2019年7月8日终止审核，系科创板首家终止审核的企业。